# Gates of Heaven (album)
GATES OF HEAVEN là album phong thu thứ năm của Do As Infinity, phát hành năm 2003. Đây cũng là album đầu tiên mà 2 thành viên Van và Ryo tham gia công việc sáng tác. Ryo viết lời Honjitsu wa Seiten Nari còn Van thì viết 10W40. Album còn có các phần phụ là Honjitsu wa Seiten Nari tại a-nation 2003 và Shinjitsu no Uta phiên bản tiếng Trung Quốc. Album bán được 293,835 bản.

## Danh sách bài hát
1. "Gates of Heaven" (Cổng thiên đàng)
2. "Honjitsu wa Seiten Nari" (本日ハ晴天ナリ Hôm nay sẽ là một ngày đẹp trời?)
3. "Hiiragi" (柊 Hoa Holly?)
4. "Azayaka na Hana" (アザヤカナハナ Đóa hoa rực rỡ?)
5. "Mahou no Kotoba ~Would you marry me?~" (魔法の言葉  Câu nói kì diệu ~Em có muốn cưới anh không?~?)
6. "Buranko" (ブランコ Đu quay?)
7. "D/N/A" (DNA)
8. "Weeds" (Cỏ dại)
9. "Field of Dreams" (Cánh đồng mơ)
10. "Kagaku no Yoru" (科学の夜 Đêm của tự nhiên?)
11. "Thanksgiving Day" (Lễ Tạ Ơn)
12. Secret/Bonus track: "Honjitsu wa Seiten Nari" (本日ハ晴天ナリ Hôm nay sẽ là một ngày đẹp trời?) (diễn tại a-nation) / "Shinjitsu No Uta" (真実の詩 Bài ca của sự thực?) (tiếng Trung Quốc)

## Xếp hạng
| Bảng xếp hạng (2003) | Thứ hạng | Thời gian trụ hạng |
| -------------------- | -------- | ------------------ |
| Oricon Nhật Bản      | 3        | 16 tuần            |